# Amphioplus pegasus
Amphioplus pegasus är en ormstjärneart som beskrevs av Baker 1977. Amphioplus pegasus ingår i släktet Amphioplus och familjen trådormstjärnor. Inga underarter finns listade i Catalogue of Life.